# Sarax ioanniticus
Espèce
Synonymes
- Lindosiella ioannitica Kritscher, 1959
- Charinus ioanniticus (Kritscher, 1959)

Sarax ioanniticus est une espèce d'amblypyges de la famille des Charinidae.

## Distribution
Cette espèce se rencontre en Italie, en Grèce, en Turquie, en Israël, en Jordanie et en Égypte,.

## Description
Le mâle syntype mesure 8,78 mm et la femelle syntype 10,70 mm.
La femelle décrite par El-Hennawy en 2002 mesure 7,56 mm.
La carapace des femelles décrites par Miranda, Giupponi, Prendini et Scharff en 2021 mesurent 3,03 mm de long sur 4,34 mm et 2,80 mm de long sur 3,80 mm et la carapace du mâle 2,85 mm de long sur 3,90 mm.
Certaines populations de cette espèce sont parthénogénétiques.

## Systématique et taxinomie
Cette espèce a été décrite sous le protonyme Lindosiella ioannitica par Kritscher en 1959. Elle est placée dans le genre Charinus par Weygoldt en 1972 puis dans le genre Sarax par Miranda, Giupponi, Prendini et Scharff en 2021.

## Publication originale
- Kritscher, 1959 : « Ergebnisse der von Dr. O. Paget und Dr. E. Kritscher und Rhodos durchgefuhrten zoologischen Exkursionen, II Pedipalpi (Amblypygi). » Annalen des Naturhistorischen Museums in Wien, vol. 63, p. 453-457 (texte intégral).